# Самаркин, Иван Фёдорович
Иван Фёдорович Самаркин (11 июля 1902 — 30 ноября 1968) — командир 1185-го стрелкового полка (356-я стрелковая дивизия, 61-я армия, Центральный фронт), полковник. Герой Советского Союза.

## Биография
Иван Фёдорович Самаркин родился в 1902 году в эрзянском селе Новая Кармала ныне Кошкинского района Самарской области. По национальности эрзянин.
Образование — начальное среднее. В Красной Армии — с 1924 года. Член ВКП(б)/КПСС с 1926 года. В 1929 окончил курсы подготовки командиров РККА, в 1935 — пулемётные курсы и в 1938 — курсы «Выстрел».
На фронтах Великой Отечественной войны с мая 1942 года. Прошёл всю войну в должности командира полка. Участвовал в обороне Москвы.
Звание Героя получил 15 января 1944 года за форсирование Днепра (в ночь на 28 сентября 1943 года у села Новосёлки Репкинского района Черниговской области) во главе 1185-го стрелкового полка 356-й стрелковой дивизии 61-й армии.
После войны проживал в селе Новая Кармала, селе Степная Шентала, селе Надеждино, в посёлке Погрузная. Неоднократно избирался депутатом в сельский и районный Советы. Много лет работал в Кировском военкомате города Куйбышева.
Умер 30 ноября 1968 года. Похоронен в Самаре на Безымянском кладбище.

## Награды
- Указом Президиума Верховного Совета СССР «О присвоении звания Героя Советского Союза генералам, офицерскому, сержантскому и рядовому составу Красной Армии» от 15 января 1944 года за «образцовое выполнение боевых заданий командования на фронте борьбы с немецкими захватчиками и проявленными при этом отвагу и геройство» удостоен звания Героя Советского Союза[4] (медаль № 2963).[5]
- За умелое руководство боевыми действиями полка, отвагу и мужество, проявленные в боях, награждён орденом Ленина, двумя орденами Красного Знамени, орденами Александра Невского, Красной Звезды и многими медалями.

## Память
6 октября 2015 года в родном селе Героя — Новая Кармала Кошкинского района Самарской области — состоялось торжественное мероприятие, посвящённое открытию мемориальной доски Герою Советского Союза Ивану Фёдоровичу Самаркину. Новокармалинской средней общеобразовательной школе в год 70-летия Великой Победы официально присвоено имя И. Ф. Самаркина.
В мероприятии приняли участие близкие родственники Героя Советского Союза — младшая дочь Ирина Ивановна Самаркина, её сын Антон Владимирович Самаркин, племянник со стороны жены Юрий Никитич Гришин, племянница со стороны жены — Серафима Никитична Лопухова.